# Larry Anderson (Schauspieler)
Larry Anderson (* 22. September 1952 in Minnesota) ist ein US-amerikanischer Schauspieler und Magier.

## Leben
Er begann seine Karriere 1973 als Assistent des Magiers Mark Wilson bei der Produktion von Der Magier mit Bill Bixby als Magier. Er wirkte seither in verschiedenen Fernsehserien und Filmen mit.
Er spielte in der Pilotsendung von Knight Rider, ohne Erwähnung im Abspann, den Polizisten Michael Long, der später nach mehreren Operationen als Michael Knight (David Hasselhoff) agiert. Weitere Fernsehrollen hatte er in Der Sechs-Millionen-Dollar-Mann, Drei Engel für Charlie und The Amazing Spider-Man (alle 1977), Brothers and Sisters (1979) und der Seifenoper Zeit der Sehnsucht (1987). Er moderierte auch verschiedene Spielshows. Anderson hatte Rollen in Martians Go Home – Die ausgeflippten Außerirdischen (1990), Eve 8 – Außer Kontrolle (1991) und Star Trek: Der Aufstand (1998).

## Scientology
Anderson war 33 Jahre Mitglied der Scientology-Kirche und moderierte deren Imagefilm Orientation: A Scientology Information Film. 2009 verließ er die Sekte und verlangte 100.000 US-Dollar Anzahlungen für nicht mehr erbrachte Leistungen zurück. Sein Gespräch mit Tommy Davis in dieser Angelegenheit wurde von der St. Petersburg Times online gestellt.
Anderson sagte 2010 in der BBC-Panorama-Dokumentation The Secrets of Scientology, die von John Sweeney moderiert wurde, aus.

## Filmografie (Auswahl)
- 1973–1974: Der Magier (The Magician, Fernsehserie, 7 Episoden)
- 1978: Dr. Strange
- 1979: Brothers and Sisters (Miniserie, 12 Episoden)
- 1986: Life with Lucy (Fernsehserie, 13 Episoden)
- 1989: Martians Go Home – Die ausgeflippten Außerirdischen (Martians Go Home)
- 1991: Eve 8 – Außer Kontrolle (Eve of Destruction)
- 1998: Star Trek: Der Aufstand (Star Trek: Insurrection)
- 2016: Can I Get a Witness Protection?

## Nachweise
1. ↑  Joe Childs, Thomas C. Tobin: He wants his money back from Church of Scientology. In: St. Petersburg Times. 24. Januar 2010, archiviert vom Original am 23. März 2010; abgerufen am 16. Januar 2021 (englisch).
2. ↑  Larry Anderson says he's leaving Scientology. In: Tampabay.com. Archiviert vom Original am 19. August 2010; abgerufen am 16. Januar 2021 (englisch).
3. ↑  John Sweeney:  The Secrets of Scientology, BBC, 28. September 2010 (englisch).

| Personendaten    | Personendaten                             |
| ---------------- | ----------------------------------------- |
| NAME             | Anderson, Larry                           |
| KURZBESCHREIBUNG | US-amerikanischer Schauspieler und Magier |
| GEBURTSDATUM     | 22. September 1952                        |
| GEBURTSORT       | Minnesota                                 |